# Рок (альбом)
«Рок» — концертный альбом группы «Наив». Является первым концертным CD, записанным на 12-летии коллектива в СДК МАИ 2 декабря 2000 года. В 2004 году альбом был переиздан, в новой версии альбома вместо концертной записи песни «Рок» появилась студийная.

## Список композиций
1. Intro
2. Утро
3. Я ложусь спать (Пошли все в жопу)
4. Тело
5. Дурак
6. Straight Edge
7. Измена
8. Суперзвезда
9. Героин (Меня убивает)
10. Я не знаю
11. Скейтборд
12. Танки-панки
13. Вася
14. Рок